# Королевский дворец в Неаполе
Королевский дворец в Неаполе (Палаццо Реале; итал. Palazzo Reale di Napoli) — главная резиденция монархов Королевства Обеих Сицилий из династии Бурбонов.

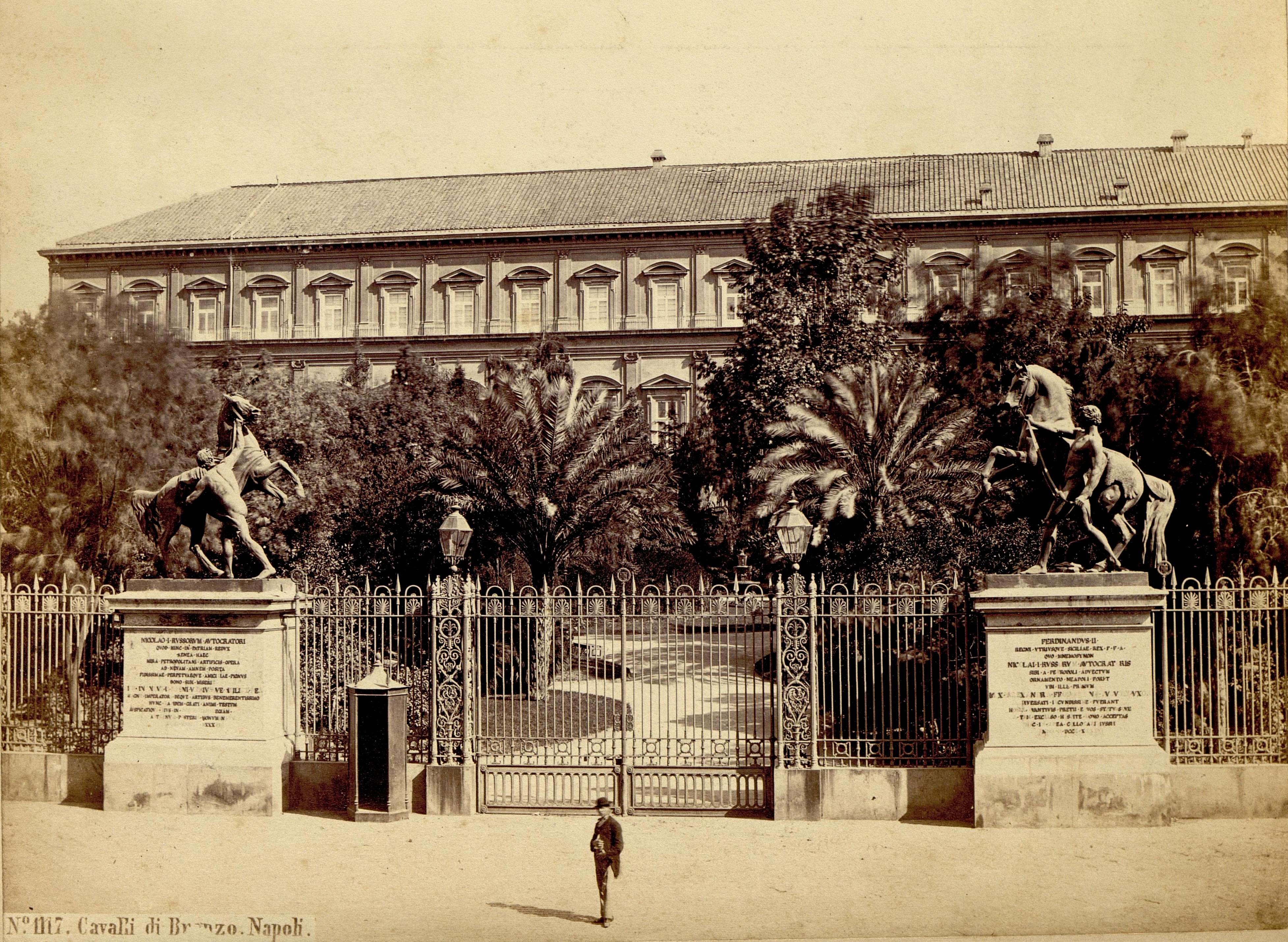
Дворец и садовые ворота со скульптурами Клодта (с петербургского Аничкова моста). Фото 1870-1880-е гг.

Построен вокруг Пьяцца-дель-Плебисчито в Неаполе на месте дворца, выстроенного по проекту Доменико Фонтаны для Филиппа III (который никогда не бывал в Неаполе). К строительству приступили в 1600 году и продолжалось оно более 50 лет. В 1717 г. в том здании укрывался царевич Алексей перед арестом и выдачей в Россию.
Ныне существующее сооружение — плод перестройки, предпринятой в середине XVIII в. под надзором Луиджи Ванвителли. Перед западным фасадом дворца установлены статуи величайших правителей в истории королевства, а по сторонам садовых ворот (c 1846 года) — две бронзовые скульптурные группы «Укрощение коней» скульптора Клодта, снятые с петербургского Аничкова моста по распоряжению российского императора Николая I для подарка  Фердинанду  II (королю обеих Сицилий). Император Николай I лично посетил Неаполь в 1846 году.

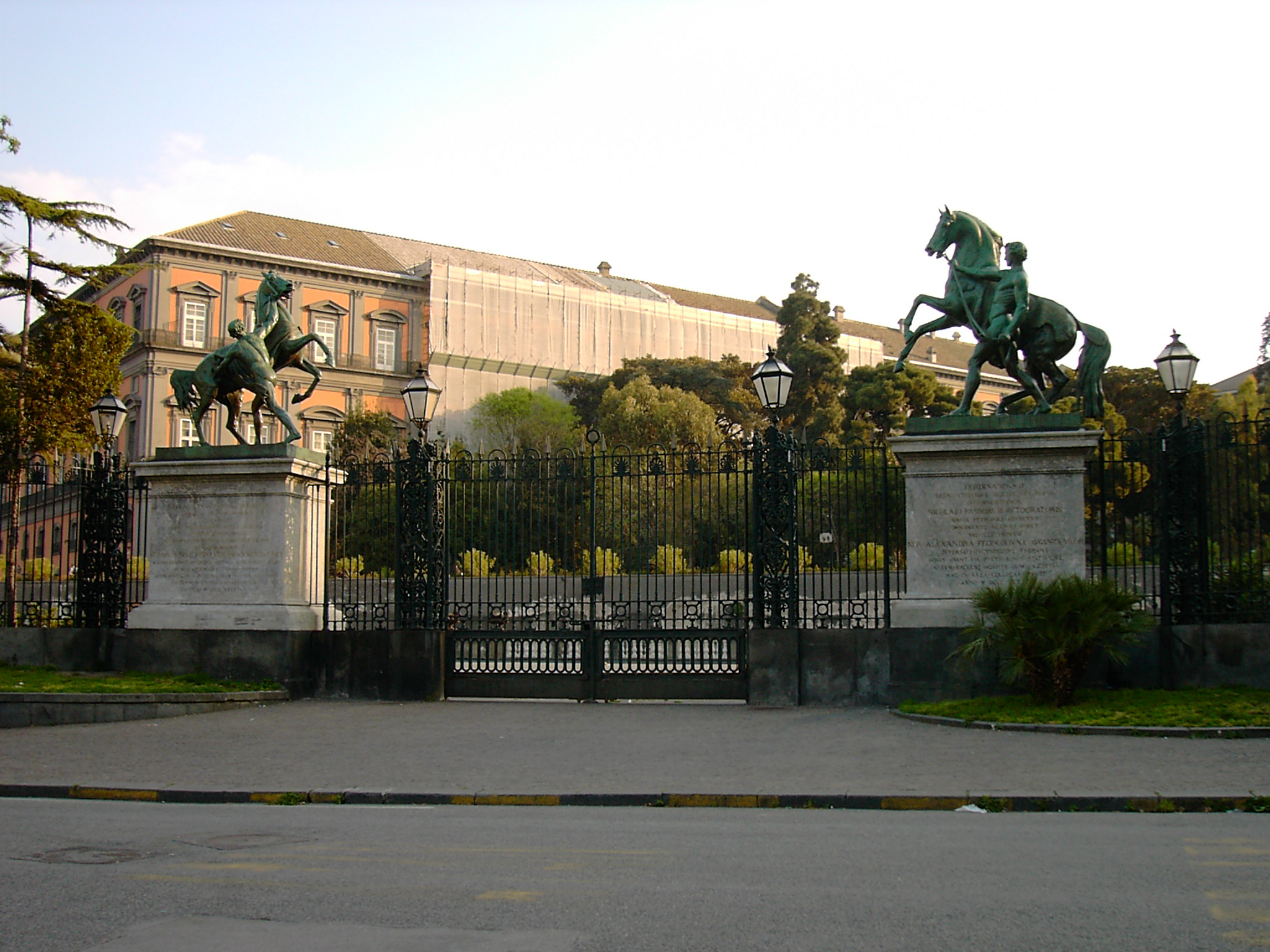
Бронзовые копии «Клодтовых коней», скульптурных групп Укротителей коней Аничкова моста в Санкт-Петербурге

В настоящее время в крыльях дворца размещаются различные учреждения, но основную часть здания с 1814 года занимает Национальная библиотека Неаполя, где хранятся тысячи томов книг и уникальное собрание Геркуланумских папирусов.
Среди других помещений следует выделить Центральный зал, Тронный зал и Зал Геркулеса, которые наряду с многочисленными залами королевских апартаментов образуют Музей исторических апартаментов Королевского дворца. Здесь выставлены работы таких мастеров, как Тициан, Гверчино, Андреа Ваккаро, Леонардо Коккоранте, Маттиа Прети, Спаньолетто, Массимо Станционе и Лука Джордано.